# 365250 Vladimirsurdin
365250 Vladimirsurdin este o planetă minoră (asteroid) din centura de asteroizi. A fost descoperită pe 26 iulie 2009 la Severokavkazskaia astronomiceskaia stanția Kazanskogo universiteta⁠(d) de Timoer Valerievitsj Krjatsjko⁠(d) și a fost numită după Vladimir Georgievitsj Soerdin⁠(d). 
Obiectul prezintă o orbită caracterizată de o semiaxă mare de 2,7844924983556 UAi, o excentricitate de 0,21617052083753, o înclinație de 8,0629802577225 ° în raport cu ecliptica.